# Aspirazioni al trono del regno di Napoli nel 1860

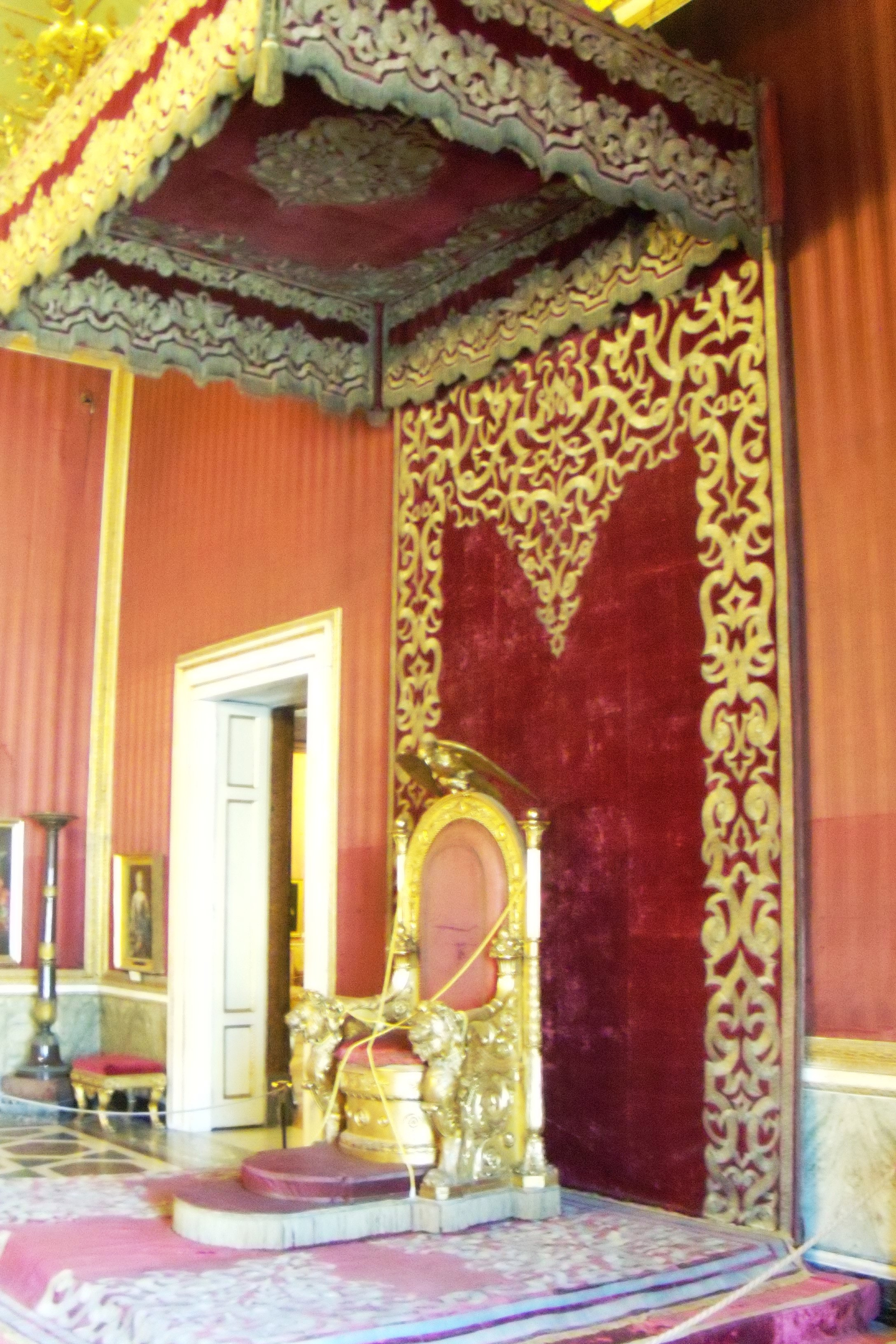
Napoli - Palazzo Reale - il trono

L'avanzata di Giuseppe Garibaldi e le debolezze del regno borbonico misero alla luce alcune manovre attorno al trono di quel regno. Queste istanze di cambiamento provenivano sia dall'interno del regno (nella personalità del conte dell’Aquila), sia dall'esterno (all'interno dei gruppi murattiani, supportati dalla monarchia francese).

## Il rifiuto dell'infante di Spagna
Il 29 giugno 1860 H. di Lazen, segretario dell'infante Giovanni di Borbone, consegnò una lettera all'ambasciatore piemontese a Londra, nella quale, riportando la volontà dell'infante, deprecava l'intervento del governo spagnolo «nelle cose d'Italia» e nello specifico, «trattando in singolare maniera la questione dei diritti eventuali de' Borboni di Spagna al trono delle Due Sicilie», puntualizzava che: «Anche nel caso in cui tutti i Borboni di Napoli venissero a mancare, i diritti della corona sarebbero riversibili nella persona del principe D. Giovanni e non mai nella persona d'Isabella di Borbone– S. A. mi ordina di dirvi ch'egli non vuole punto immischiarsi nelle questioni d'Italia […] S. A. è oggi, inoltre, decisa a farne la rinuncia, se così conviene all'ordine e alla tranquillità dell'Europa. Il Principe desidera che voi abbiate la bontà di far conoscere la sua risoluzione al Governo del Re».

## Le ambizioni dei murattiani

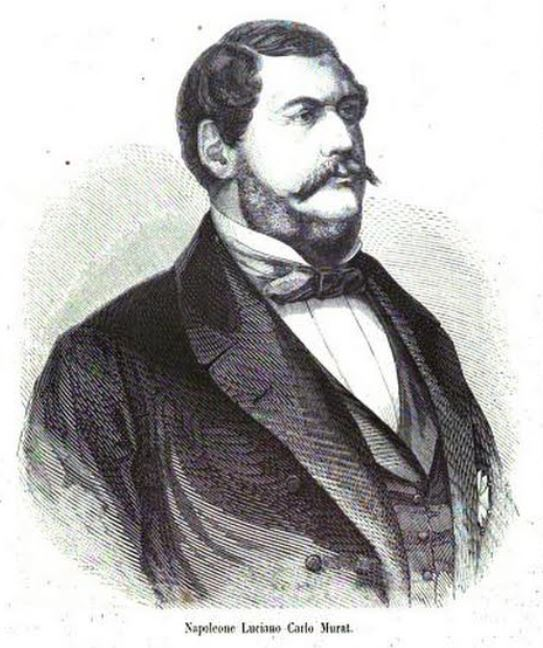
Luciano Murat

La “Storia documentata della diplomazia Europea” riporta, che già dall’epoca della guerra di Crimea, erano presenti progetti segreti francesi per riportare sul trono di Napoli la dinastia dei Murat e il consiglio dato allora dall’imperatore Napoleone III era di aspettare una guerra dell’Italia contro l’Austria. 
Secondo Nicola Nisco, i timori di un risveglio del murattismo, che ambiva alla restaurazione di casa Murat nel sud, avevano indotto i mazziniani napoletani Giuseppe Fanelli e Nicola Dragone ad organizzare la spedizione di Pisacane per anticipare un analogo tentativo di sbarco insurrezionale, che i murattiani stavano preparando a Marsiglia. Anche in caso di insuccesso, il tentativo di Pisacane avrebbe comunque impedito o reso molto difficile l’attuazione di un secondo tentativo murattiano di prendere il potere nel sud. 
Il progetto murattiano si ispirava al trattato di Aix in Savoia, alla redazione del quale presero parte Pietro Leopardi e Antonio Scialoja con il Saliceti e il generale Talabot, questi ultimi due in rappresentanza di Luciano Murat. Il trattato di Aix prevedeva la creazione di una confederazione italiana di due regni, uno del nord e un altro del sud, mentre il papato restava indipendente, progetto che preoccupava i sostenitori dell’unità nazionale, in particolare i repubblicani. 
In un articolo del giornale torinese Il Mondo Illustrato dell’8 settembre 1860 si afferma che le pretese sul trono di Napoli dei discendenti di casa Murat erano state ufficialmente sconfessate dal governo francese e che tale dichiarazione aveva comunque prodotto un effetto negativo sull’opinione pubblica; l’articolo scriveva che, nonostante tali dichiarazioni, il principe Murat si atteggiava a pretendente e che i suoi collaboratori erano anche più espliciti.

## Il progettato colpo di stato del conte dell'Aquila contro Francesco II

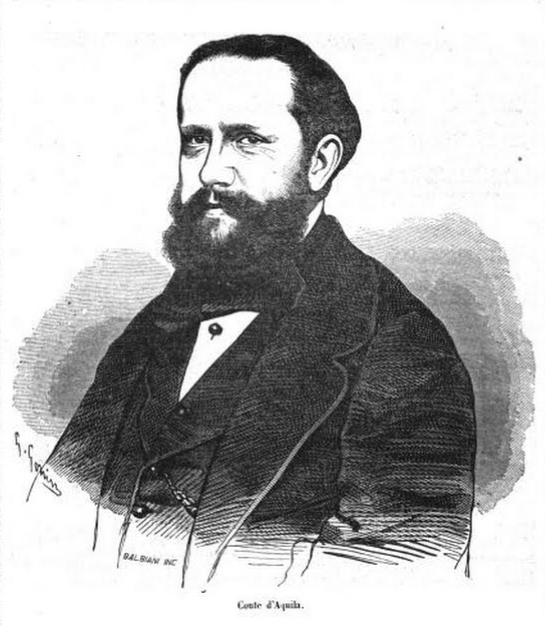
Il conte dell'Aquila

Secondo de Cesare non vi sarebbero prove storiche certe di una cospirazione contro Francesco II da parte del conte dell’Aquila per divenire reggente e poi re,  anche se effettivamente vennero sequestrate alcune casse di armi e di abiti confezionati con scritte e indirizzati al conte, che facevano pensare ad una cospirazione.
Secondo l’opera di Nicola Nisco, già detenuto politico ed esiliato dal Regno delle Due Sicilie, rientrato dall'esilio nel periodo dei fatti, il conte dell’Aquila, durante il regno del fratello Ferdinando II, aveva contribuito a rafforzare il dispotismo, ma la prospettiva di diventare reggente del nipote, da lui definito “poco capace”, lo aveva indirizzato in favore di cambiamenti liberali e difensore dei liberali perseguitati da Luigi Aiossa, già capo della polizia, e per attuare il suo piano ispirava continuamente paura al sovrano suo nipote, pensando al tempo stesso a crearsi un nucleo di sostenitori liberali e, tramite la consorte di un esiliato, la principessa della Rocca, intavolò trattative con il generale Girolamo Ulloa, già difensore di Venezia, organizzatore e comandante dell’esercito toscano, nonché oppositore di Garibaldi, che, anche per torti subiti dal partito unitario, aveva deciso di schierarsi in difesa del Regno delle Due Sicilie. 
Era stato richiamato in servizio un ufficiale, che era stato amico di Manin, Guglielmo Pepe, difensore della causa italiana a Parigi ed escluso dall’amnistia, che accettava e, arrivato da Firenze, si metteva agli ordini del principe Luigi, al quale prospettava un piano per sconfiggere Garibaldi con un corpo di 30.000 soldati. La condizione posta da Ulloa era la sostituzione del sostenitore della legalità, il ministro Spinelli, con il principe di Ischitella. 
Francesco II era indeciso sul da farsi, ma la sconfitta di Milazzo e l’imminente superamento dello Stretto di Messina da parte di Garibaldi lo avevano indotto ad affidare il comando dell’Esercito delle Calabrie all’Ulloa, con il grado di tenente generale, che aveva predisposto la nuova forza da impiegare, ma al suo arrivo a Napoli il colonnello Bosco, famoso per Milazzo, protestò vigorosamente per la nomina dell’Ulloa e il debole re mutò ancora di opinione, nominando Vial al posto dell’Ulloa. 
La decisione di Francesco II fu male accolta sia dal generale Ulloa che dal principe Luigi, conte dell’Aquila, che iniziarono a cospirare per preparare un vero e proprio colpo di stato, ottenendo la cooperazione del principe di Ischitella, di alcuni generali, dello stesso colonnello Bosco e di Pietro Ulloa, giureconsulto e fratello di Girolamo, per costituire un nuovo ministero, che nel suo programma prevedeva la sospensione della Costituzione appena approvata, della libertà di stampa e di associazione e della Guardia Nazionale, la proclamazione dello stato di assedio, l’espulsione di tutti gli stranieri e di tutti i sostenitori dell’unità più in vista, nonché l’arresto immediato del ministro Liborio Romano, da esiliare come re Ferdinando II aveva fatto con Intonti e Del Carretto. 

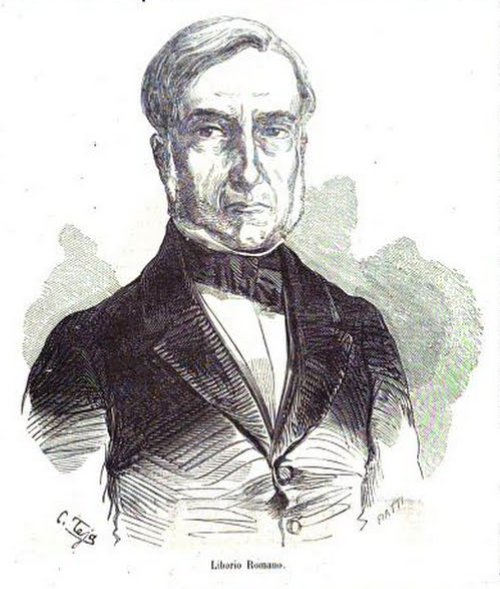
Liborio Romano

Il piano avrebbe dovuto essere segretissimo e, per attuarlo, il 12 agosto Luigi, conte dell’Aquila, si recò da Francesco II, prospettandogli la assoluta necessità di farsi nominare reggente e attuare il programma repressivo per evitare pericoli e congiure, ottenendo dal giovane sovrano l’approvazione e la promessa che il giorno successivo i decreti sarebbero stati firmati. 
La macchinazione per ordire il colpo di stato non era però sfuggita all’astuto ministro Liborio Romano che, avvisato della sua imminente attuazione, forse dal siciliano Guarnaschelli, si recò immediatamente dal re, al quale illustrò la congiura in atto nei suoi confronti; così, ancora una volta, Francesco II mutava di opinione e concedeva al Romano l’autorizzazione a procedere nei confronti del conte dell’Aquila, che la notte stessa veniva arrestato dall’ammiraglio Palumbo e da una squadra fidata di polizia, che lo imbarcava su una nave diretta a Londra, in esilio, salpando per Marsiglia sulla goletta “Menai", anche se ufficialmente il giornale riportava la notizia di una missione governativa.

Nella stessa notte della supposta cospirazione contro Francesco II veniva affisso per tutta Napoli un manifesto di: 
(Nisco, pp. 99-100)
 Dopo questa invocazione si passava alle accuse contro i ministri, contro gli esuli rimpatriati, contro l’intera polizia, concludendo con le parole: 
 All'espulsione dal regno del conte dell’Aquila seguiva nello stesso giorno l'ordinanza del generale Ritucci, che metteva Napoli in stato di assedio; Giacomo De Martino proponeva di arrestare Carlo Mezzacapo, che era maggiore generale nell’esercito piemontese, Silvio Spaventa, Mariano d'Ayala, Filippo Agresti e Nicola Nisco, esiliare la duchessa di Mignano, moglie del generale Nunziante e l’immediata espulsione dal regno del generale Ribotti, di Giuseppe Finzi e di Emilio Visconti Venosta.
Tali richieste vennero però respinte dallo Spinelli, che minacciava le dimissioni da Presidente del Consiglio in caso di ritorno al sistema repressivo precedente, acconsentendo però all'applicazione dello stato d’assedio nella misura necessaria.
Anche il conte di Trapani fu sospettato di un tentativo di reazione, a seguito dei manifesti di “Appello di salvezza pubblica”, affissi in alcune zone di Napoli nella notte del 29 agosto 1860 e dei quali vennero trovate circa 2 000 copie a casa di un legittimista francese di nome Saucliéres, che verrà arrestato dal prefetto Bardari, anche se non emergeranno ulteriori prove a carico del conte. Quando Liborio Romano annunciò al re la notizia dell'arresto del prete cospiratore Saucliéres, Francesco II, rivolgendosi al suo ministro e prefetto di polizia, gli disse: "Don Liborio, voi siete più bravo a scoprire le cospirazioni realiste che quelle liberali"; prontamente Liborio Romano rispose che le cospirazioni realiste si tramavano di notte tra pochi, mentre quelle liberali avvenivano di giorno tra il popolo.
I complotti contro Francesco II sono commentati in una lettera di Hudson a Russell del 1º settembre 1860, nella quale si evidenziano anche gli stretti legami di alcuni personaggi di rilievo con la Francia. 
Non posso ancora fornirle i particolari esatti di questo complotto, ma è cosa degna di nota che tanto i capi di questo, come di quello del Conte dell'Aquila (dell'11 agosto) sono in stretti rapporti con la Francia. 

La figura prominente di quest'ultimo è il Principe di Castropiano, e lui e il Principe d'Ischitella, che si dice vi sia immischiato anch'esso, sono come le ho già accennato, gran favoritori degli interessi francesi.
Anzi le carte compromettenti sono state trovate nell'appartamento di un francese, per la cui liberazione credo che il Brenier abbia già fatto dei passi. 

Da tutte le parti infatti spira un'atmosfera d'intrigo che mi sbalordisce.»
(Garibaldi e la formazione dell'Italia, Appendice A - G.M. Trevelyan, pp. 371-372)